# Death Gate
Death Gate («Врата смерти») — компьютерная видеоигра для MS-DOS, созданная Legend Entertainment в 1994 году. Яркий богатый сюжет, изысканная для того периода SVGA-графика, простота управления, возможность голосового сопровождения, красочные анимационные вставки сделали эту игру одним из классических квестов. Игра получила множество наград и отличий. Платформа GOG.com предоставила эмуляторы этой игры для Windows, macOS и Linux (2018 год). В настоящее время поставки игры прекращены.
Сюжет Death Gate основан на одноимённой книжной серии американской писательницы Маргарет Уэйс и Трейси Хикмена, но значительно переработан.

## Сюжет
Сюжет игры Death Gate значительно отличается от прототипа, одноимённой книжной серии Маргарет Уэйс и Трейси Хикмена.
Вселенная игры некогда была единой, но 4000 лет назад по воле могучих магов-сартанов была разделена на шесть миров, после чего сартаны загадочным образом исчезли. Главный герой, юный талантливый маг Хепло (Haplo) из народа патринов получает от своего учителя, лорда Зара (Xar), задание раздобыть волшебные печати (символы населённых миров) для их воссоединения, а заодно выяснить, куда делись сартаны и зачем они разделили миры.
Хепло поочерёдно посещает чужие миры, переживает увлекательные приключения, решает трудные загадки и развивает своё искусство рунной магии. В ходе квеста ему удаётся собрать печати, найти сартанов и узнать, что их целью было спасти вселенную от демона-дракона Сэнг-Дрэкса (Sang-Drax). Дракон также стремится объединить миры, но под своей властью. Финальная битва должна решить, кто будет править мирами.

## Награды
- 1994 Strategy Plus Animated Adventure Game of the Year Award (Runner-up)
- 1994 Computer Game Review Golden Triad Award
- 1994 Interactive Gaming Editor's Choice Award
- 1995 Computer Gaming World Premier Finalist - Best Adventure Game
- 1995 Games Magazine Top 100 Electronic Games of the Year Award